# Gorazd Stangelj
Gorazd Stangelj (Novo Mesto, 27 de enero de 1973) es un ciclista esloveno que fue profesional entre 1997 y 2011.
Como amateur ganó el Gran Premio de Kranj en 1994, carrera que de nuevo volvió a ganar ya siendo esta profesional en 1998, y el Giro del Belvedere en 1996.
Fue desposeído de su título de campeón de Eslovenia debido a dar positivo en un control antidopaje por efedrina.
Tras su retirada se convirtió en director deportivo del conjunto Team Astana y a partir de 2017 del nuevo equipo Bahrain Merida.

## Palmarés
| 1994 (como amateur) - Gran Premio de Kranj - 1 etapa del Giro de las Regiones 1996 (como amateur) - Giro del Belvedere 1997 - 3.º en el Campeonato de Eslovenia en Ruta 1998 - Gran Premio de Kranj, más 1 etapa - 1 etapa de la Vuelta a la Baja Sajonia - 1 etapa de la Carrera de la Solidaridad Olímpica - 2.º en el Campeonato de Eslovenia en Ruta | 1999 - Commonwealth Bank Classic 2000 - Trofeo Melinda - 1 etapa de la Midi libre - 1 etapa de la Vuelta a Austria 2001 - Giro de Toscana 2010 - Campeonato de Eslovenia en Ruta |

## Resultados en Grandes Vueltas y Campeonatos del Mundo
| Carrera         | Carrera         | 1997 | 1998 | 1999 | 2000 | 2001 | 2002 | 2003 | 2004 | 2005 | 2006 | 2007 | 2008  | 2009 | 2010 | 2011 |
| --------------- | --------------- | ---- | ---- | ---- | ---- | ---- | ---- | ---- | ---- | ---- | ---- | ---- | ----- | ---- | ---- | ---- |
|                 | Giro de Italia  | —    | —    | Ab.  | —    | 72.º | Ab.  | —    | 94.º | 67.º | 59.º | 78.º | —     | 96.º | 92.º | 86.º |
|                 | Tour de Francia | —    | —    | —    | —    | —    | —    | —    | —    | 87.º | —    | —    | —     | —    | —    | —    |
|                 | Vuelta a España | —    | —    | —    | —    | —    | 74.º | —    | —    | —    | —    | —    | 109.º | —    | —    | —    |
| Mundial en Ruta | Mundial en Ruta | —    | 28.º | 45.º | 13.º | 60.º | 81.º | 35.º | —    | 19.º | 32.º | 60.º | 18.º  | 48.º | 44.º | 45.º |

―: no participa

Ab.: abandono